# 白日夢外送王
《白日夢外送王》（英語：Cuillere），2021年公視新創電影，由禾浩辰、卜學亮、巫建和、孔令元、曾少宗及郭源元領銜主演，2021年2月11日於公視首播。

## 劇情大綱
宋達彥（禾浩辰飾）是⼀名外送員，家中熱炒店受2020年疫情影響⼀落千丈，廚師爸爸⼀發（卜學亮飾）竟還把熱炒店拿去抵押買過世媽媽塔位旁邊的空位，過年前還不出貸款就要和房⼦說再⾒。 為了還債，達彥只好向⾃⼰的⾼中同學、新創公司Cloud Kitchen的CEO 蘇德啟（巫建和飾）借錢。德啟建議曾經是知名甜點師傅的⼀發重操舊業，並參加他們公司承辦的線上甜點店排名賽，但發達父子不知道的是，輸不起的蘇德啟為了兩⼈⼀點舊仇，決定在比賽過程中陷害達彥，同時，專⾨報導不公義事情的Youtuber⼩天（孔令元飾），為了揭發Cloud Kitchen的財務內幕接近達彥。於是熱血外送員、高冷Youtuber與懶散廚師老爸便一同抵抗蘇德啟的暗中陷害！

## 演員列表

### 主要演員
| 演員姓名 | 角色名稱 | 介紹                                       |
| 禾浩辰   | 宋達彥   | 男，外送員，宋一發的兒子。                 |
| 卜學亮   | 宋⼀發   | 男，發熱炒餐廳和宋甜點店老闆，宋達彥的爸爸 |
| 巫建和   | 蘇德啟   | 宋達彥的⾼中同學、新創公司雲端廚房CEO      |
| 孔令元   | 天天     | 天天踢館Youtuber                           |
| 曾少宗   | 蔡傑森   | 甜點師，曾經是宋一發的手下敗將             |
| 郭源元   | 阿西     | 蘇德啟的助理                               |

### 其他演員
| 演員姓名 | 角色名稱   | 介紹         |
| 宋芸樺   | 房仲       | 女，介紹房子 |
| 唐綺陽   | 國師       |              |
| 林哲熹   | 交通警察   |              |
| 林敬倫   | 外送員     |              |
| 屈中恆   | 蘇德啟父親 |              |
| 蔡昌憲   | 猛哥       | 甜點教室師傅 |
| 樓心潼   | 點餐人     |              |
| 黃鐙輝   | 莊董       |              |
| 林牧昕   | 奧客       |              |
| 洪博軒   | 評審長     |              |

## 外部連結
- 白日夢外送王的Facebook專頁